# Scogli Vinik
Gli scogli Vinik o Venich (in croato: Vinik) sono due isolotti disabitati della Croazia situati nel mare Adriatico, vicino alla costa dalmata settentrionale, a nord di Morter. Appartengono all'arcipelago di Sebenico. Amministrativamente, assieme alle isolette circostanti, fanno parte del comune Morter-Incoronate, nella regione di Sebenico e Tenin.

## Geografia
Gli isolotti si trovano a nord di Morter nella valle Gramina (uvala Hramina) che è compresa tra punta Crnikovac (rt Crnikovac) e punta Gradina (rt Gradina):
- Vinik Grande[2] o Vinico Grande[7] (Vinik Veliki), isolotto con una superficie di 0,189 km²[8], uno sviluppo costiero di 1,67 km[8] e un'altezza di 23 m[1]. Si trova a est di punta Crnicovaz, a 180 m[1] di distanza; chiude a sud-est quel tratto di mare adatto all'ancoraggio compreso tra l'isolotto Radel, Simignago e Morter, chiamato porto Simignago[2] (uvala Zmišćina). A nord-est si affaccia sulla baia di Slosella (Pirovački zaljev);
- Vinik Piccolo[2] o Vinico Piccolo[9] (Vinik Mali), piccolo isolotto a sud-est di Vinico Grande e a 600 m dalla marina Gramina (Marina Hramina); ha una superficie di 0,06 km²[8], uno sviluppo costiero di 0,9 km[8] e un'altezza di 11 m 43°49′54″N 15°35′06″E.

### Isole adiacenti
- Simignago (Zminjak), 160 m[1] a nord di Vinik Grande.
- Teglina (Tegina), a est di Vinik Grande a 130 m[1] di distanza.

### Cartografia
- (HR) Mappa topografica della Croazia 1:25000, su preglednik.arkod.hr. URL consultato il 28 agosto 2017.
- G. Giani, Carta prospettiva delle Comuni censuarie della Dalmazia, foglio 6, 1839. Fondo Miscellanea cartografica catastale, Archivio di Stato di Trieste.